# Argos Oréstica

Mapa de la Antigua Macedonia con la posible ubicación de Argos Oréstica, a orillas del río Haliacmón.

Argos Oréstica  (en griego antiguo: Ἄργος Ὀρεστικόν, en latín: Argos Oresticum) fue una antigua ciudad de Macedonia en Grecia. 
Estaba situada en la zona del actual municipio de Orestida cerca de la actual localidad de Árgos Orestikó.

## Geografía
Estaba situada en Orestida (Alta Macedonia) a orillas del río Haliacmón. 
Estaba cerca de la actual localidad de Árgos Orestikó, en un lugar llamado Armenochóri. 
En el pasado, la ubicación de la antigua ciudad no estaba clara. Según algunas fuentes antiguas, Argos de Macedonia habría sido diferente de Argos Orestikó, que se estaría situada en Epiro, lo que ha causado confusión. Por lo tanto, la ubicación de la ciudad no estuvo clara durante mucho tiempo.

## Historia
Fue la capital de la tribu de los orestas. Su fundador fue en la mitología griega Orestes, que huyó de Argos tras el asesinato de su madre Clitemnestra.  Por ello, los reyes de Macedonia, que se consideraban a sí mismos de origen argivo, consideraban Argos Oréstica como su lugar de origen.
Los orestanos fueron independientes hasta que Filipo II anexionó la región al Reino de Macedonia en el año 300 a. C. En el período romano, las ciudades de la región formaron el koinón de los orestas (en griego antiguo: κοινὸν τῶν Ὀρεστῶν, romanizado: koinon tōn Orestōn), 
con Argos Oréstica como centro. Su emplazamiento estaba también habitado desde principios del período bizantino.
La actual Argos Orestikó, antigua Chroúpista, fue rebautizada con el nombre de la antigua ciudad en 1926.